# Celio González
Celio Adán González Ascencio (* 29. Januar 1924 in Camajuaní; † 17. Oktober 2004 in Mexiko-Stadt) war ein kubanischer Sänger.
Ab 1941 sang González in der Gruppe von Joaquín Mendivel, dem Conjunto Camacho, dem Trío Camaguey und dem Trío Nacional. Seine erste Plattenaufnahme war 1946 der Bolero En mi ceguedad von José Antonio Méndez. 1953 schloss er sich Alfonsín Quintanas Los Jóvenes del Cayo an, mit denen er seine erste Auslandstournee nach Florida und Panama unternahm.
Er sang dann im Conjunto Casino, dem Orquesta Sensación von Rolando Valdés und der Gruppe von Luis Santi, bevor er 1955 Mitglied der legendären Sonora Matancera wurde. Mit La Sonora Matancera nahm er mehrere Alben auf, und es entstand 1958 einer seiner bekanntesten Titel, der Bolero Total von Ricardo García Perdomo. Er arbeitete mit der Gruppe in New York bis 1965 zusammen. 
1966 entstanden bei Tico Records die Alben Ahora Si und El Celio de Siempre, auf letzterem der erfolgreiche Titel La Primera Piedra des Komponisten Mario Cavagnaro. 1968 ging er nach Mexiko und nahm dort das Album Nueva vida / New Life mit der Gruppe von Julio Gutiérrez auf. 1974 spielte er eine LP mit dem Orchester von Tito Puente ein. Im gleichen Jahr nahm er mit Daniel Santos, Carlos Argentino und Nelson Pinedo an einer Konzertreise der Sonora Matancera durch Kolumbien teil. 1989 beteiligte er sich neben Celia Cruz, Daniel Santos, Vicentico Valdés, Bobby Capó, Yayo El Indio, Carlos Argentino Torres, Leo Marini und anderen an den Veranstaltungen zum fünfundsechzigjährigen Bestehen der Sonora Matancera, die Gilda Mirós und Joe Quijano im New Yorker Central Park und der Carnegie Hall organisiert hatten.